# Perithemis capixaba
Perithemis capixaba is een libellensoort uit de familie van de korenbouten (Libellulidae), onderorde echte libellen (Anisoptera).
De wetenschappelijke naam Perithemis capixaba is voor het eerst geldig gepubliceerd in 2006 door Costa, De Souza & Muzón.